# Bledar Lila
Bledar Lila (Peqin, 19 ottobre 2000) è un calciatore albanese, difensore dell'Elbasani.

## Carriera

### Club
Il 10 gennaio 2024 viene acquistato a titolo definitivo dalla squadra albanese dell'Elbasani.

## Statistiche

### Presenze e reti nei club
Statistiche aggiornate al 19 aprile 2025.
| Stagione           | Squadra            | Campionato         | Campionato | Campionato | Coppe nazionali | Coppe nazionali | Coppe nazionali | Coppe continentali | Coppe continentali | Coppe continentali | Altre coppe | Altre coppe | Altre coppe | Totale | Totale |
| Stagione           | Squadra            | Comp               | Pres       | Reti       | Comp            | Pres            | Reti            | Comp               | Pres               | Reti               | Comp        | Pres        | Reti        | Pres   | Reti   |
| ------------------ | ------------------ | ------------------ | ---------- | ---------- | --------------- | --------------- | --------------- | ------------------ | ------------------ | ------------------ | ----------- | ----------- | ----------- | ------ | ------ |
| 2017-2018          | Shkumbini          | KP                 | 5          | 0          | CA              | 2               | 0               | -                  | -                  | -                  | -           | -           | -           | 7      | 0      |
| 2018-2019          | Shkumbini          | KD                 | 0+2        | 0          | CA              | 2               | 0               | -                  | -                  | -                  | -           | -           | -           | 4      | 0      |
| 2019-gen. 2020     | Shkumbini          | KP                 | 10         | 0          | CA              | 1               | 0               | -                  | -                  | -                  | -           | -           | -           | 11     | 0      |
| Totale Shkumbini   | Totale Shkumbini   | Totale Shkumbini   | 15+2       | 0          |                 | 5               | 0               |                    | -                  | -                  |             | -           | -           | 22     | 0      |
| gen.-giu. 2020     | Besa Kavajë        | KP                 | 9          | 2          | CA              | 2               | 0               | -                  | -                  | -                  | -           | -           | -           | 11     | 2      |
| 2020-2021          | Besa Kavajë        | KP                 | 18         | 4          | CA              | 2               | 0               | -                  | -                  | -                  | -           | -           | -           | 20     | 4      |
| Totale Besa Kavajë | Totale Besa Kavajë | Totale Besa Kavajë | 27         | 6          |                 | 4               | 0               |                    | -                  | -                  |             | -           | -           | 31     | 6      |
| 2021-2022          | Egnatia            | KS                 | 23+1       | 0          | CA              | 5               | 0               | -                  | -                  | -                  | -           | -           | -           | 29     | 0      |
| 2022-2023          | Egnatia            | KS                 | 24         | 0          | CA              | 7               | 0               | -                  | -                  | -                  | -           | -           | -           | 31     | 0      |
| 2023-gen. 2024     | Egnatia            | KS                 | 13         | 0          | CA              | 0               | 0               | UECL               | 2                  | 0                  | SA          | 1           | 0           | 16     | 0      |
| Totale Egnatia     | Totale Egnatia     | Totale Egnatia     | 60+1       | 0          |                 | 12              | 0               |                    | 2                  | 0                  |             | 1           | 0           | 76     | 0      |
| gen.-giu. 2024     | Elbasani           | KP                 | 15         | 3          | CA              | 1               | 0               | -                  | -                  | -                  | -           | -           | -           | 16     | 3      |
| 2024-2025          | Elbasani           | KS                 | 33         | 1          | CA              | 4               | 0               | -                  | -                  | -                  | -           | -           | -           | 37     | 1      |
| Totale Elbasani    | Totale Elbasani    | Totale Elbasani    | 48         | 4          |                 | 5               | 0               |                    | -                  | -                  |             | -           | -           | 53     | 4      |
| Totale carriera    | Totale carriera    | Totale carriera    | 150+3      | 10+0       |                 | 26              | 0               |                    | 2                  | 0                  |             | 1           | 0           | 182    | 10     |

## Palmarès

### Club

#### Competizioni nazionali
- Seconda divisione albanese: 1

Elbasani: 2023-2024
- Coppa d'Albania: 1

Egnatia: 2022-2023